# Ostedes inermis
Ostedes inermis là một loài bọ cánh cứng trong họ Cerambycidae.